# آلپ ترانسیلوانیا
آلپ ترانسیلوانیا (به لاتین: Southern Carpathians) یک رشته‌کوه در رومانی است. آلپ ترانسیلوانیا ۲٬۵۴۴ متر بالاتر از سطح دریا واقع شده‌است.